# Concorès
Concorès är en kommun i departementet Lot i regionen Occitanien i södra Frankrike. Kommunen ligger i kantonen Saint-Germain-du-Bel-Air som tillhör arrondissementet Gourdon. År 2022 hade Concorès 303 invånare.

## Befolkningsutveckling
Antalet invånare i kommunen Concorès
| Referens: INSEE |